# Metaconchoecia macromma
Metaconchoecia macromma är en kräftdjursart som först beskrevs av G. W. Müller 1906.  Metaconchoecia macromma ingår i släktet Metaconchoecia och familjen Halocyprididae. Inga underarter finns listade i Catalogue of Life.